# Bródy Farkas
Bródy Farkas, Binjamin Wolf Bródy (Miskolc, 1770 – Miskolc, 1841) hitközségi elnök. Bródy Ernő politikus, országgyűlési képviselő nagyapja.
A miskolci zsidó hitközségnek több mint három évtizeden át volt az elnöke. Minden energiáját a hitközség fejlődésének szolgálatába állította. Az avasi izraelita temetőnek helyt adó területet saját pénzén vette meg, Talmud-iskolát alapított. Jiddis nyelven írott végrendeletében 5–5 ezer forintot hagyott a királyra (!) „alattvalói hűsége” jeléül és a Talmud-iskola tanárainak javadalmazására. Vagyona többi részét is főként hitközségi célokra adományozta.